# Reginald Joseph Mitchell

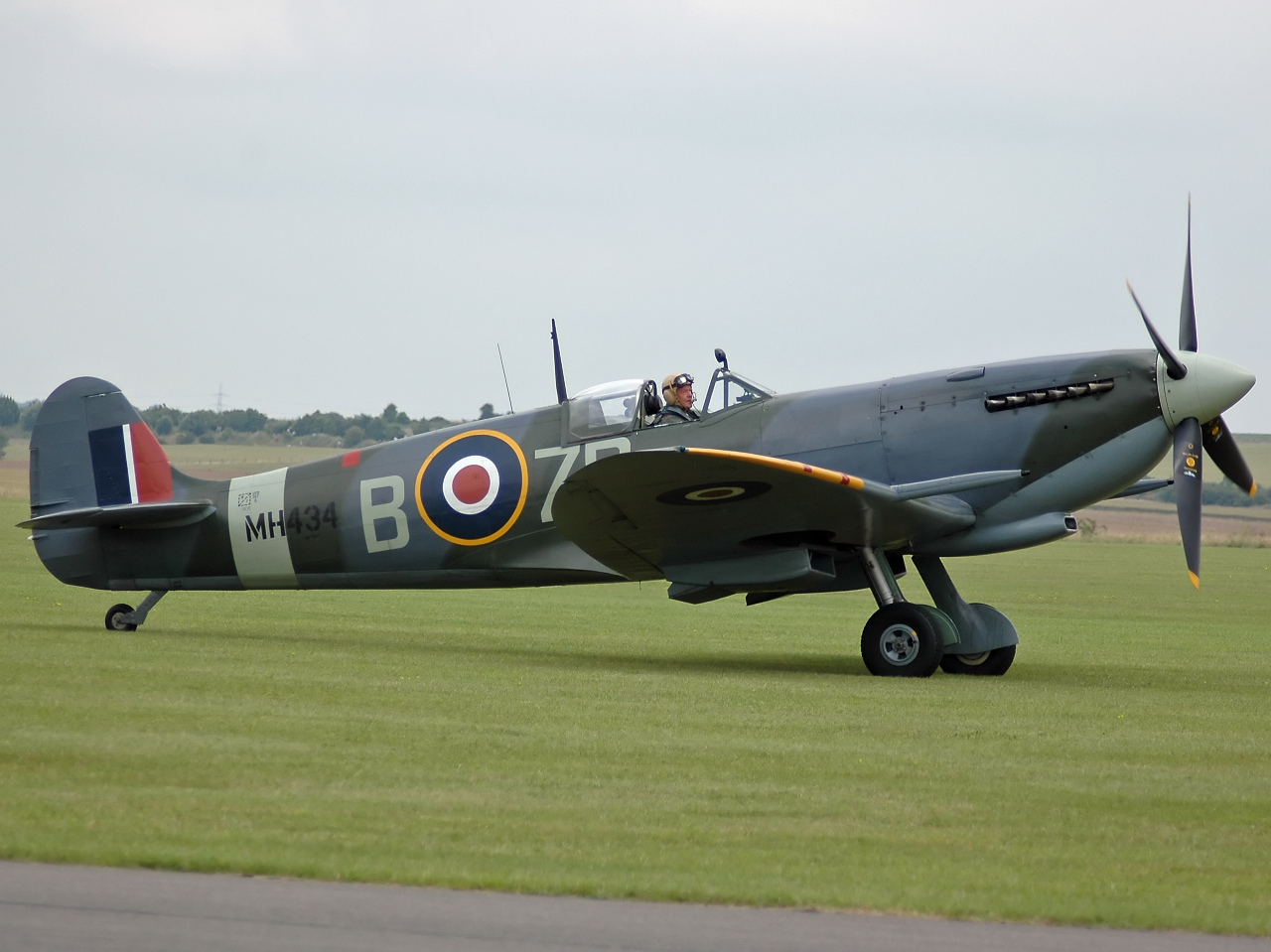
Supermarine Spitfire Mk.IXc LF

Reginald Joseph Mitchell, född 20 maj 1895 i Butt Lane, Kidsgrove, Staffordshire, död 11 juni 1937, var en flygingenjör, mest känd för sin design av Supermarine Spitfire. 

## Tidiga år
R.J. Mitchell föddes på 115 Congleton Road, Butt Lane, Kidsgrove, Staffordshire, England. Efter att ha lämnat Hanley High School vid 16 års ålder fick han en lärlingsutbildning hos Kerr Stuart & Co i Fenton, Staffordshire, som konstruktör av lokomotiv. I slutet av sin lärlingstid arbetade han på ritkontor vid Kerr Stuart och studerade teknik och matematik på en kvällsskola.

## Flygkarriär
1917 började han på Supermarine Aviation Works i Southampton. Han avancerade snabbt inom företaget och utsågs till chefskonstruktör 1919. Han blev chefsingenjör 1920 och teknisk direktör 1927. Han hade så högt anseende att, när Vickers övertog Supermarine 1928, var ett av villkoren att Mitchell skulle stanna som teknisk konstruktör för de kommande fem åren. 
Mellan 1920 och 1936, konstruerade Mitchell 24 flygplan inklusive lätta flygplan, jaktplan, bombplan, flera av flygbåtar som Supermarine Southampton, Supermarine Walrus och Supermarine Stranraer. Han är dock mest känd för sitt arbete med ett antal snabba flygplan som kulminerade i Supermarine S.6B och Supermarine Spitfire. 
S.6B vann Schneidertrofén 1931 som senare slog världsrekordet i hastighetsflygning. Mitchell fick Order of the British Empire, CBE, år 1932 för sin insats inom hastighetsflygning. Mitchell erfarenhet med snabba flygplan som S.6B fick Luftministeriet att specificera nya krav, specifikation F7/30, för utformningen av ett nytt stridsflygplan.

## Spitfire
Den 20 februari 1932 överlämnade Mitchell sin Supermarine Type 224 design. Mitchell kallade typ 224 som " The Shrew" (Argbiggan). Den flög för första gången den 19 februari 1934, men avvisades till slut av Royal Air Force på grund av dess otillfredsställande resultat. Medan 224 byggdes, fortsatte Mitchell 1933 att arbeta med en ny konstruktion, typ 300, en konstruktion av metall, ett monoplan, som skulle bli Supermarine Spitfire. Detta var ursprungligen ett privat initiativ av Supermarine, men blev RAF snabbt intresserad och flygministeriet finansierade en prototyp. 
Många av de tekniska framstegen med Spitfire hade gjorts av andra: den tunna elliptiska vingarna liknade dem i Beverley Shenstone och Heinkel He 70 Blitz och monocoque konstruktionen hade först utvecklades i USA. Mitchell's geniala ide sammanförde det hela med sin erfarenhet av snabba flygplan och Type 224. 
Den första prototypen av Spitfirern, Löpnummer K5054, flög för första gången den 5 mars 1936 i Eastleigh, Hampshire. I senare tester nådde man 349 mph. Innan prototypen hade avslutat sina officiella försök beställde RAF 310 st Spitfire. Mitchell uppges ha sagt att "Spitfire" var "just the sort of bloody silly name they would choose"

## Död
Mitchell drabbades 1933 av tarmcancer och genomgick en kolostomi-operation. Detta hindrade honom inte från att fullfölja det omfattande arbetet med att konstruera Spitfire och utvärdera de första test-flygningarna, men sjukdomen återkom och han avled 42 år gammal i juni 1937 innan någon serieproduktion hade påbörjats.